# MasterChef (programa de televisión uruguayo)
MasterChef Uruguay es un programa de televisión gastronómico uruguayo que busca al mejor cocinero amateur del país, estrenado el 3 de abril de 2017. Este concurso es una adaptación de la franquicia internacional de competencia de cocina del mismo nombre. Es producido y emitido por el Canal 10.
La adaptación cuenta hasta el momento con ocho ediciones, de las cuales cuatro contaron con participantes amateurs, una con cocineros profesionales y tres con celebridades. Las primeras cinco temporadas fueron conducidas por Diego González, tras su desvinculación el programa es dirigido por el jurado, conformado por Sergio Puglia, Ximena Torres y Laurent Lainé.

## Producción
Empezó a correr el rumor de la realización de la adaptación de MasterChef en Uruguay a mediados de octubre de 2016 y, unos días más tarde, se confirmó el presentador, Diego González. A principios de febrero de 2017 se anunciaron los jurados: el uruguayo Sergio Puglia, la argentina Lucía Soria y el francés Laurent Lainé.
A la primera temporada se inscribieron cerca de tres mil personas, siendo seleccionadas solamente 18. El ganador recibe como premio $200.000, un curso de cocina profesional o repostería en el Instituto Crandon, un viaje a Gerona, España para ir a aprender durante 3 días a El Celler de Can Roca y, por último, el trofeo que los hace ganadores de MasterChef. 
Todas las temporadas de la versión uruguaya del talent show, han sido grabadas en el Estudio 9 ubicado en el barrio La Aguada, en Montevideo. El estudio de grabación tiene características de 650 m² en dos niveles, además de contar con supermercado, restaurante, bazar y cocinas profesionales.
Los capítulos finales de cada temporada son grabados parcialmente en vivo para evitar filtraciones, como sucede en la mayoría de las adaptaciones del formato.

## Pruebas
En los diferentes episodios habrá diferentes pruebas que los participantes tendrán que superar.
- Caja misteriosa: En esta prueba tienen una caja que oculta ingredientes u otras cosas. Con lo que tienen en la caja tienen que cocinar un plato, sin poder ir al mercado a buscar más ingredientes. Pueden usar todos los ingredientes que quieran de la caja, ya sea uno o todos.
- Prueba de eliminación: En esta prueba estarán los peores platos de la prueba anterior. Tienen que cocinar cualquier plato, pero ese plato tiene que tener un ingrediente principal elegido por los Chefs (en cada prueba de eliminación el ingrediente principal será distinto). En esta prueba siempre hay sólo un perdedor, que es eliminado de MasterChef. Esta es la única prueba que está en todos los episodios.
- Prueba por equipos: En esta prueba se divide a la mitad los concursantes que hayan (equipo azul y rojo), cada equipo tiene un capitán que es el que elige a sus compañeros de equipo y el que elige que platos hacer. Los capitanes casi siempre son los 2 ganadores de la prueba anterior. Siempre en esta prueba los jurados no son los Chefs principales sino otras personas, en general varias personas.
- Desafío en duplas: En esta prueba se forman equipos de dos participantes. Tienen que hacer un plato elegido por cada equipo y hacerlo. Mientras uno cocina el otro se queda a un costado y le puede ayudar hablando y dando consejos o advertirle algo pero no le puede ayudar cocinando o tocando algo. Después de determinado tiempo rotan y el que cocinaba, se queda a un costado hablándole y el otro cocina. Siempre rotan más de 1 vez.
- Clase maestra: En esta prueba viene un Chef invitado y les enseña a los participantes a cocinar algunos platos, los participantes prueban el plato del Chef y después van a tener un determinado tiempo para hacer algún plato que les enseñó el Chef pero con distintos ingredientes.

## Equipo

### Conducción
| Conductor / Jueces | Temporada | Temporada | Temporada | Temporada | Temporada | Temporada | Temporada | Temporada | Temporada | Temporada |
| Conductor / Jueces | 1         | 2         | 3         | 4         | 5         | 6         | 7         | 8         | 9         | 10        |
| ------------------ | --------- | --------- | --------- | --------- | --------- | --------- | --------- | --------- | --------- | --------- |
| Diego González     |           |           |           |           |           |           |           |           |           |           |
| Colo Gianarelli    |           |           |           |           |           |           |           |           |           |           |

### Jurado
| Conductor / Jueces | Temporada | Temporada | Temporada | Temporada | Temporada | Temporada | Temporada | Temporada | Temporada | Temporada |
| Conductor / Jueces | 1         | 2         | 3         | 4         | 5         | 6         | 7         | 8         | 9         | 10        |
| ------------------ | --------- | --------- | --------- | --------- | --------- | --------- | --------- | --------- | --------- | --------- |
| Sergio Puglia      |           |           |           |           |           |           |           |           |           |           |
| Laurent Lainé      |           |           |           |           |           |           |           |           |           |           |
| Lucía Soria        |           |           |           |           |           |           |           |           |           |           |
| Ximena Torres      |           |           |           |           |           |           |           |           |           |           |

## Temporadas
| Temporada | Temporada | Programas | Participantes | Estreno                 | Final                   | Ganadores          | Audiencia |
| --------- | --------- | --------- | ------------- | ----------------------- | ----------------------- | ------------------ | --------- |
|           | 1         | 17        | 18            | 3 de abril de 2017      | 24 de julio de 2017     | Nelson Viazzo      | —         |
|           | 2         | 18        | 18            | 21 de agosto de 2017    | 11 de diciembre de 2017 | María Gracia Sosa  | —         |
|           | 3         | 15        | 17            | 2 de abril de 2018      | 9 de julio de 2018      | Alicia Patella     | —         |
|           | 4         | 16        | 17            | 20 de agosto de 2018    | 27 de noviembre de 2018 | Carlos Tellechea   | —         |
|           | 5         | 40        | 28            | 22 de abril de 2019     | 5 de septiembre de 2019 | Natalia González   | —         |
|           | 6         | 26        | 25            | 1 de septiembre de 2020 | 26 de noviembre de 2020 | Aldo Martínez      | 15,2      |
|           | 7         | 26        | 23            | 3 de agosto de 2021     | 9 de diciembre de 2021  | Paula Silva        | 13,3      |
|           | 8         | 30        | 26            | 19 de abril de 2022     | 8 de noviembre de 2022  | Eduardo Gianarelli | —         |
|           | 9         | —         | 19            | 11 de abril de 2023     | 8 de agosto de 2023     | Horacio Peralta    | —         |
|           | 10        | —         | 24            | 11 de junio de 2024     | 18 de diciembre de 2024 | Pablo Núñez        | —         |

## MasterChef Amateurs

### Primera temporada (2017)
| Nombre              | Procedencia        | Edad    | Profesión                  | Resultado            |
| ------------------- | ------------------ | ------- | -------------------------- | -------------------- |
| Nilson Viazzo       | Florida            | 36 años | Policía                    | Ganador              |
| Leticia Cicero      | Libertad           | 35 años | Ingeniera química          | Finalista            |
| Nicolás Rolandi     | Sayago             | 35 años | Odontólogo                 | 3.er finalista       |
| Lourdes Galván      | Piedras Blancas    | 37 años | Empleada                   | 4.ª finalista        |
| Martín Méndez       | Libertad           | 41 años | Comerciante                | 6.º y 14.º eliminado |
| Sibila Ibarra       | Durazno            | 24 años | Estudiante de arquitectura | 13.ª eliminada       |
| Amparo Pereira      | Prado              | 27 años | Empleada                   | 12.ª eliminada       |
| Silvia Pírez        | Malvín             | 46 años | Publicista                 | 11.ª eliminada       |
| Ana María Fiorentín | Canelones          | 65 años | Jubilada de enfermería     | 10.ª eliminada       |
| Víctor Bello        | Treinta y Tres     | 28 años | Químico farmacéutico       | 9.º eliminado        |
| Francisco Boezio    | Paso Carrasco      | 55 años | Analista en marketing      | 8.º eliminado        |
| Cristina Buroni     | Pocitos            | 52 años | Decoradora de interiores   | 7.ª eliminada        |
| Mercedes Carballo   | La Unión           | 33 años | Carpintera                 | Abandono voluntario  |
| Danilo Britos       | Ciudad de la Costa | 40 años | Cervecero artesanal        | 5.º eliminado        |
| María Pía Cardozo   | Rocha              | 22 años | Marina militar             | 4.ª eliminada        |
| Manuel Aispuro      | Centro             | 38 años | Carnicero                  | 3.º eliminado        |
| Gonzalo Teixeira    | Tacuarembó         | 26 años | Estudiante de veterinaria  | 2.º eliminado        |
| Chantal Tuttle      | Cordón             | 43 años | Profesora de francés       | 1.ª eliminada        |

### Segunda temporada (2017)
| Nombre                  | Procedencia        | Edad    | Profesión                | Resultado            |
| ----------------------- | ------------------ | ------- | ------------------------ | -------------------- |
| María Gracia Sosa       | Parque Rodó        | 29 años | Médica                   | Ganadora             |
| Luciana D'Angelo        | Capurro            | 35 años | Educadora en INAU        | Finalista            |
| Magdalena de los Santos | Salinas            | 32 años | Cosmetóloga              | 3.ª finalista        |
| Tomás Rodríguez         | Punta Gorda        | 18 años | Estudiante de ingeniería | 16.º eliminado       |
| Diego Tosar             | Parque Rodó        | 41 años | Arquitecto               | 15.º eliminado       |
| Alex Skuras             | Maldonado          | 52 años | Marmolero desocupado     | 14.º eliminado       |
| Gianina Iglesias        | Ciudad de la Costa | 25 años | Comerciante              | 13.ª eliminada       |
| Bailey Kaiser           | Pocitos            | 26 años | Estudiante de sociología | 12.ª eliminada       |
| Juan Diego Ferrés       | Treinta y Tres     | 19 años | Estudiante y rugbista    | 11.º eliminado       |
| Gabriel Britos          | Salinas            | 43 años | Empleado portuario       | 8.º y 10.º eliminado |
| Federico Sardina        | Punta Carretas     | 37 años | Gerente                  | 9.º eliminado        |
| Sandra Arijón           | Reducto            | 43 años | Docente                  | 7.ª eliminada        |
| Sofia Azambuja          | Salto              | 28 años | Vestuarista              | 6.ª eliminada        |
| Raquel Mazzini          | El Pinar           | 59 años | Empleada pública         | 5.ª eliminada        |
| Oscar Zalacain          | El Pinar           | 37 años | Empleado administrativo  | 4.º eliminado        |
| Belén Saligari          | Buceo              | 34 años | Maestra                  | 3.ª eliminada        |
| Gonzalo Rodríguez       | Mercedes           | 39 años | Psicólogo                | 2.º eliminado        |
| Raúl Rodríguez          | Pocitos            | 40 años | Abogado                  | 1.º eliminado        |

### Tercera temporada (2018)
| Nombre                  | Procedencia            | Edad    | Profesión                    | Resultado      |
| ----------------------- | ---------------------- | ------- | ---------------------------- | -------------- |
| Alicia Patella          | Salto                  | 51 años | Diseñadora                   | Ganadora       |
| Gisela Meissner         | Punta Gorda            | 65 años | Ama de casa                  | Duelista       |
| Paula Estela            | Buceo                  | 42 años | Técnica en marketing digital | 3.ª finalista  |
| Robert Díaz             | Maldonado              | 38 años | Jardinero                    | 4.º finalista  |
| Joaquín de los Santos   | Parque Batlle          | 29 años | Analista en turismo          | 13.º eliminado |
| Alison González         | Manga                  | 22 años | Estudiante de psicología     | 12.ª eliminada |
| Emiliano Fernández      | Villa del Cerro        | 26 años | Albañil                      | 11.º eliminado |
| Esteban Viana           | Colonia del Sacramento | 30 años | Chofer de elevadores         | 10.º eliminado |
| Carina García           | Buceo                  | 43 años | Educadora                    | 9.ª eliminada  |
| Vanessa Cancelo         | Punta Carretas         | 36 años | Ama de casa                  | 8.ª eliminada  |
| Carolina Pereyra Chachi | Malvín Norte           | 25 años | Moza                         | 7.ª eliminada  |
| Carlos Falero           | Salinas                | 61 años | Enfermero jubilado           | 6.º eliminado  |
| Berni Dardel            | Punta Gorda            | 48 años | Titiritero                   | 5.º eliminado  |
| Natacha Celipura        | Paysandú               | 40 años | Recolectora municipal        | 4.ª eliminada  |
| Fanny Alonso            | Punta del Este         | 57 años | Casera                       | 3.ª eliminada  |
| Alfonso Lama            | Punta Espinillo        | 43 años | Odontólogo                   | 2.º eliminado  |
| Matías Toma             | Colón                  | 25 años | Pistero                      | 1.º eliminado  |

### Cuarta temporada (2019)
| Nombre               | Procedencia      | Edad    | Profesión                       | Resultado             |
| -------------------- | ---------------- | ------- | ------------------------------- | --------------------- |
| Natalia González     | Tala             | 21 años | Agricultora                     | Ganadora              |
| Sebastián Piñeyro    | Canelones        | 40 años | Médico                          | Duelista              |
| Gonzalo Souto        | Pocitos          | 31 años | Empleado administrativo         | 3.º finalista         |
| Amanda Costa         | Cordón           | 34 años | Técnica en tecnología           | 4.ª finalista         |
| Fernando De Sá       | Sayago           | 37 años | Diseñador gráfico web           | 28.º eliminado        |
| Karina Delgado       | Casupá           | 49 años | Empleada                        | 12.ª y 27.ª eliminada |
| Natalia Mariño       | Nueva Helvecia   | 34 años | Consultora en comunicación      | 26.ª eliminada        |
| Gabriel Reyes Harry  | Lezica           | 22 años | Estudiante de comunicación      | 25.º eliminado        |
| Mariana Díaz         | Mariscala        | 20 años | Estudiante de bioquímica        | 15.ª y 24.ª eliminada |
| Edney Nápoles        | Palermo          | 29 años | Ingeniero en sistemas           | 23.º eliminado        |
| Florencia Espinosa   | San José de Mayo | 26 años | Estudiante de diseño industrial | 22.ª eliminada        |
| Mauricio Taranto     | Carrasco Norte   | 53 años | Técnico en administración       | 21.º eliminado        |
| Luis Larraura        | Parque Batlle    | 27 años | Auxiliar administrativo         | 13.º y 20.º eliminado |
| Alejandro Boyadjian  | Pocitos          | 40 años | Gestor de proyectos             | 19.º eliminado        |
| Gustavo Zeiter       | Malvín Nuevo     | 36 años | Empleado administrativo         | 18.º eliminado        |
| Graciela García      | Rivera           | 59 años | Maestra                         | 9.ª y 17.ª eliminada  |
| Marcos Pascual       | Parque Rodó      | 34 años | Programador                     | 16.º eliminado        |
| Lidia Ricca          | Ciudad del Plata | 26 años | Ama de casa                     | 14.ª eliminada        |
| Karina Pedreira      | Minas            | 42 años | Licenciada en comunicación      | 11.ª eliminada        |
| Santiago Armando     | Atlántida        | 31 años | Panadero artesanal              | 10.º eliminado        |
| Yeyko Roque Spanchis | Fray Bentos      | 55 años | Técnico electricista            | 8.º eliminado         |
| Mauricio Caitano     | Maldonado        | 24 años | Estudiante de veterinaria       | 7.º eliminado         |
| Débora Delgado       | Pinar Norte      | 32 años | Empleada en soporte informático | 6.ª eliminada         |
| Juan Carlos Castro   | Carrasco Norte   | 48 años | Analista en marketing           | 5.º eliminado         |
| Sandra Silvera       | Rocha            | 52 años | Maestra rural                   | 4.ª eliminada         |
| Rosanna Sismondi     | Parque Batlle    | 51 años | Pediatra                        | 3.ª eliminada         |
| Javier Núñez         | San Carlos       | 54 años | Comerciante                     | 2.º eliminado         |
| Denise Stoletniy     | La Comercial     | 28 años | Estudiante de medicina          | 1.ª eliminada         |

## MasterChef Profesionales

### Primera temporada (2018)
| Nombre             | Procedencia        | Edad    | Profesión            | Resultado      |
| ------------------ | ------------------ | ------- | -------------------- | -------------- |
| Carlos Tellechea   | Maldonado          | 36 años | Jefe de cocina       | Ganador        |
| Carolina Mena      | La Blanqueada      | 33 años | Pastelera            | Finalista      |
| Esteban Barrios    | Ciudad de la Costa | 38 años | Cocinero emprendedor | 15.º eliminado |
| Marcelo Bueno      | La Aguada          | 31 años | Chef de catering     | 14.º eliminado |
| Natalia Sorrentino | Carrasco Norte     | 34 años | Jefa de cocina       | 13.ª eliminada |
| Eric Wolhein       | Malvín Norte       | 33 años | Chef de eventos      | 12.º eliminado |
| Alejandra Pereyra  | Ciudad de la Costa | 25 años | Cocinera             | 11.ª eliminada |
| Maira Vidal        | Barros Blancos     | 24 años | Ayudante de cocina   | 10.ª eliminada |
| Matías Agriel      | Peñarol            | 27 años | Cocinero             | 9.º eliminado  |
| Camila Álvarez     | Ciudad de la Costa | 23 años | Encargada de cocina  | 8.ª eliminada  |
| Mariana Hernández  | Atlántida          | 30 años | Cocinera             | 7.ª eliminada  |
| Lucas Rodríguez    | Carrasco Norte     | 23 años | Cocinero             | 6.º eliminado  |
| Verónica Queraltó  | Pocitos            | 31 años | Empresaria pastelera | 5.ª eliminada  |
| Fabrizio Varela    | Ciudad de la Costa | 39 años | Cocinero comerciante | 4.º eliminado  |
| José Shaw          | Maldonado          | 52 años | Chef particular      | 3.º eliminado  |
| Rosana Chaves      | Salinas            | 54 años | Cocinera particular  | 2.ª eliminada  |
| Conrado Vázquez    | Maldonado          | 40 años | Chef de partida      | 1.º eliminado  |

## MasterChef Celebrity

### Primera temporada (2020)
A mediados de 2020 fue anunciado el estreno de la versión del programa con celebridades, con la lista de participantes. Otra novedad fue la de la salida de Diego González, por lo que la conducción del programa está a cargo del jurado. La temporada fue estrenada el 1 de septiembre.
El cantante y carnavalero minuano Aldo Martínez se consagró ganador. La audiencia de las 26 emisiones tuvo un promedio de 15,2 puntos superando a su competencia, según la empresa Kantar Ibope Media.
| Nombre                  | Procedencia       | Edad    | Profesión            | Situación      |
| ----------------------- | ----------------- | ------- | -------------------- | -------------- |
| Aldo Martínez           | Minas             | 57 años | Cantante             | Ganador        |
| Álvaro "Chino" Recoba   | La Blanqueada     | 44 años | Exfutbolista         | Duelista       |
| Martín Cuestas          | Piedras Blancas   | 33 años | Atleta               | 3.ª finalista  |
| Richard "Canguro" Porta | Capurro           | 37 años | Exfutbolista         | 4.º finalista  |
| Eliana Dide             | Salinas           | 33 años | Modelo               | 21.ª eliminada |
| Nicolás Cuestas         | Piedras Blancas   | 33 años | Atleta               | 20.º eliminado |
| Yessy López             | La Blanqueada     | 43 años | Vedete de carnaval   | 19.ª eliminada |
| Alfonsina Maldonado     | Casupá            | 35 años | Amazona              | 18.ª eliminada |
| Miska Hamsikova         | Peñarol           | 30 años | Influencer           | 17.ª eliminada |
| Dani Umpi               | Tacuarembó        | 45 años | Artista              | 16.º eliminado |
| Soledad Ramírez         | Paysandú          | 29 años | Cantante             | 15.ª eliminada |
| Lucila Rada             | Centro            | 39 años | Cantante             | 14.ª eliminada |
| Patricia Wolf           | Parque Batlle     | 46 años | Modelo y actriz      | 13.ª eliminada |
| Luli Lamas              | Centro            | 25 años | YouTuber             | 12.ª eliminada |
| Marcos da Costa         | Libertad          | 27 años | Cantante             | 11.º eliminado |
| Robert Lima             | Melo              | 48 años | Exfutbolista         | 10.º eliminado |
| Santiago Tavella        | Cordón            | 59 años | Músico               | 9.º eliminado  |
| Kairo Herrera           | Parque Batlle     | 50 años | Comunicador y músico | 8.º eliminado  |
| Raúl Castro Flaco       | Tala              | 70 años | Artista de carnaval  | 7.º eliminado  |
| Jeff Granger            | Punta del Este    | 48 años | Exbasquetbolista     | 6.º eliminado  |
| Myriam Royón            | Mariscala         | 72 años | Taekwondista         | 5.ª eliminada  |
| Daniel K                | Parque Batlle     | 41 años | Mago y comunicador   | 4.º eliminado  |
| Mónica Willengton       | Punta del Este    | 56 años | Comunicadora         | 3.ª eliminada  |
| Patricia Fierro         | Minas             | 39 años | Comunicadora         | 2.ª eliminada  |
| Collette Spinetti       | Paso de los Toros | 51 años | Actriz y activista   | 1.ª eliminada  |

### Segunda temporada (2021)
El 15 de julio de 2021 fue lanzado el primer avance oficial de la temporada. Los participantes fueron anunciados con el transcurso del tiempo durante un mes. Finalmente, fue estrenada el 3 de agosto.
La ganadora fue la actriz Paula Silva, también campeona del reality argentino Despedida de solteros junto con Facundo Santo Remedio en el año 2018. La audiencia fue de 13,3 puntos de rating.
| Nombre                  | Procedencia    | Edad    | Profesión                     | Situación       |
| ----------------------- | -------------- | ------- | ----------------------------- | --------------- |
| Paula Silva             | Palermo        | 32 años | Actriz, modelo y comunicadora | Ganadora        |
| Juan Andrés Gordo Verde | Prado          | 31 años | Cura                          | Duelista        |
| Denis Ramos             | Solymar        | 43 años | Músico                        | 3.er Lugar      |
| Sebastián Almada        | Barrio Sur     | 48 años | Actor y comediante            | 4.to Lugar      |
| Carmen Morán            | El Pinar       | 58 años | Actriz y productora teatral   | 19.na Eliminada |
| Patricia Madrid         | Montevideo     | 36 años | Periodista                    | 18.va Eliminada |
| Marcelo Sosa            | Montevideo     | 43 años | Exfutbolista                  | 17.mo Eliminado |
| Patricio Giménez        | Punta del Este | 45 años | Cantante                      | 16.to Eliminado |
| Claudia Umpiérrez       | Pan de Azúcar  | 38 años | Árbitro de fútbol             | 15.ta Eliminada |
| Agus Padilla            | Brazo Oriental | 19 años | Cantante                      | 14.ta Eliminada |
| Graciela Rodríguez      | Montevideo     | 63 años | Actriz                        | 13.ra Eliminada |
| Florencia Infante       | Montevideo     | 38 años | Actriz y comunicadora         | 12.da Eliminada |
| Patricia Pita           | Punta del Este | 36 años | Piloto de rally               | 11.ra Eliminada |
| Victoria Saravia        | Cerro Largo    | 33 años | Modelo y actriz               | 10.ma Eliminada |
| Vanina Escudero         | Punta del Este | 39 años | Bailarina y actriz            | 9.na Eliminada  |
| Marcelo Capalbo         | Montevideo     | 50 años | Exbasquetbolista              | 8.vo Eliminado  |
| Robert Moré             |                | 51 años | Actor                         | 7.mo Eliminado  |
| Julio Ríos              | Minas          | 61 años | Periodista y locutor          | 6.to Eliminado  |
| Gerardo Nieto           | Casabó         | 52 años | Cantante y compositor         | 5.to Eliminado  |
| Paola Dalto             |                | 36 años | DJ                            | 4.ta Eliminada  |
| Josefina Damiani        |                | 26 años | Cantante                      | 3.ra eliminada  |
| Ledys Panchito Araújo   |                | 57 años | Parodista                     | 2.do eliminado  |
| Alejandro Lali Sonsol   | Montevideo     | 28 años | Periodista deportivo          | 1.er eliminado  |

### Tercera temporada (2022)
A principios de 2022 se confirmó la realización de la tercera temporada de la edición celebrity. En marzo del mismo año, salió a la luz el tráiler, confirmando al equipo y los 26 participantes. Se estrenó el 19 de abril.
| Nombre                   | Procedencia            | Edad    | Profesión                       | Situación             |
| ------------------------ | ---------------------- | ------- | ------------------------------- | --------------------- |
| Eduardo Colo Gianarelli  | Montevideo             | 36 años | Presentador y docente           | Ganador               |
| Eunice Castro            | Montevideo             | 48 años | Actriz y bailarina              | Duelista              |
| Sara Perrone             | Montevideo             | 53 años | Presentadora                    | 3.er Lugar            |
| Martín Kesman            | Montevideo             | 39 años | Periodista y locutor            | 4.to Lugar            |
| Abigail Pereira          | Montevideo             | 36 años | Actriz, bailarina y vedete      | 24.ta Eliminada       |
| Luana Persíncula         | Colonia del Sacramento | 20 años | Cantante                        | 23.era Eliminada      |
| Ronnie Arias             | Buenos Aires           | 60 años | Presentador y periodista        | 22.do Eliminado       |
| Carlos Malo              | Rocha                  | 38 años | Cantante y músico               | 21.er Eliminado       |
| Enrique Pelado Peña      | Montevideo             | 58 años | Exfutbolista                    | 20.mo Eliminado       |
| Danna Liberman           | Montevideo             | 37 años | Actriz, docente y directora     | 19.na Eliminada       |
| Natalie Yoffe            | Florida                | 36 años | Modelo y empresaria             | 18.va/16.ta Eliminada |
| Clipper                  | Montevideo             | 28 años | Rapera                          | 17.ma/14.ta Eliminada |
| Santiago Comba           | Montevideo             | 29 años | Atleta de fitness               | 15.to Eliminado       |
| Chris Namús              | Montevideo             | 34 años | Boxeadora                       | 13.ma Eliminada       |
| María Mendive            | Montevideo             | 54 años | Actriz, directora y docente     | 12.ma Eliminada       |
| Álvaro Navia             | San José de Mayo       | 55 años | Actor, humorista y presentador  | 11.mo Eliminado       |
| Carlos Bananita González |                        | 75 años | Actor y humorista               | 10.mo Eliminado       |
| Óscar Belo               |                        | 38 años | Periodista                      | 9.no Eliminado        |
| Reque Newsome            | San Petersburgo        | 40 años | Exbaloncestista                 | 8.vo Eliminado        |
| Mariale Jaimes           | Valencia               | 38 años | Actriz, modelo y comunicadora   | 7.ma Eliminada        |
| Santiago Urrutia         | Miguelete              | 25 años | Piloto de automovilismo         | 6.to Eliminado        |
| Alejandro Camino         | Montevideo             | 56 años | Periodista, actor y presentador | 5.to Eliminado        |
| Martina Graf             | Montevideo             | 32 años | Modelo y docente                | 4.ta Eliminada        |
| Marta Aguiar             | Montevideo             | 44 años | Atleta de fitness               | 3.ra eliminada        |
| Alberto Mandrake Wolf    | Montevideo             | 60 años | Cantante                        | 2.do eliminado        |
| Yesty Prieto             | Montevideo             | 57 años | Cantante                        | 1.er eliminado        |

### Cuarta temporada (2023)
La cuarta temporada fue anunciada a principios del año 2023. Los participantes fueron conociéndose en marzo y las emisiones comenzarán el 11 de abril. Es la temporada, de celebridades, con menos participantes, con un total de 19.
| Nombre                  | Procedencia | Edad    | Profesión                                 | Situación      |
| ----------------------- | ----------- | ------- | ----------------------------------------- | -------------- |
| Horacio "Chino" Peralta | Montevideo  | 40 años | Exfutbolista                              | Ganador        |
| Tav Lust                | Montevideo  | 33 años | Cantante y estilista                      | Duelista       |
| Emilia Díaz             | Montevideo  | 47 años | Actriz y comunicadora                     | 3.er lugar     |
| Jimena Márquez          | Montevideo  | 44 años | Dramaturga, directora teatral y escritora | 4.to lugar     |
| Luis "Ronco" López      | Montevideo  | 61 años | Director técnico de fútbol                | 5.to lugar     |
| Anita Valiente          | Montevideo  | 32 años | Cantante                                  | 14ta eliminada |
| Frankie Lampariello     | Montevideo  | años    | Músico, cantante y productor              | 13er eliminado |
| Nubel Cisneros          | Durazno     | 65 años | Meteorólogo                               | 12mo eliminado |
| Adriana Da Silva        | Montevideo  | 53 años | Actriz y comunicadora                     | 11ma eliminada |
| Fito Galli              | Montevideo  | años    | Humorista, actor y comunicador            | 10mo eliminado |
| Emiliano Lasa           | Montevideo  | 33 años | Atleta                                    | 9no eliminado  |
| Silvia Kliche           | Montevideo  | 64 años | Periodista y escritora                    | 8va eliminada  |
| Valentina Barrios       | Montevideo  | 34 años | Conductora, actriz y modelo               | 7ma eliminada  |
| Daiana Abracinskas      | Montevideo  | 44 años | Abogada y comunicadora                    | 6ta eliminada  |
| María Pía Fernández     | Trinidad    | 28 años | Atleta                                    | 5ta eliminada  |
| Agustín "El Menor"      | Canelones   | 20 años | Cantante                                  | 4to eliminado  |
| Kenia Acosta            | Montevideo  | 32 años | Vedette y empresaria                      | 3era eliminada |
| Fernando Montero        | Montevideo  | años    | Médico y piloto                           | 2do eliminado  |
| Pablo Robles            | Montevideo  | años    | Actor                                     | 1.er eliminado |

## Premios y nominaciones
| Año  | Premiación   | Categoría           | Dirigido      | Resultado | Refs.    |
| ---- | ------------ | ------------------- | ------------- | --------- | -------- |
| 2018 | Premios Iris | Mejor Talent - Show | MasterChef    | Ganadores | [18][19] |
| 2018 | Premios Iris | Revelación en TV    | Laurent Lainé | Ganador   | [18][19] |
| 2018 | Premios Iris | Premio Iris de Oro  | MasterChef    | Ganadores | [18][19] |